# Częstochowskie Zakłady Przemysłu Lniarskiego „Warta”
Częstochowskie Zakłady Przemysłu Lniarskiego „Warta” – zakład przemysłowy w Częstochowie istniejący w latach 1896–1995. Produkował przędzę i tkaniny jutowe. Obecnie w dawnych budynkach zakładu mieści się park handlowy „Warta”. Leżał nad rzeką Wartą, na Starym Mieście.

## Historia
W 1895 roku powstała Przędzalnia i Tkalnia Juty „Warta”. Hale fabryczne znajdowały się na wyspie utworzonej przez wybudowany w 1867 roku kanał Kohna, będący sztuczną odnogą rzeki Warty. Kanał wybudował właściciel leżących obok Zakładów „Warty”, papierni i młyna, Wilhelm (Berek) Kohn. Do zakładów prowadziły dwa mosty. W 1912 r. dawni pracownicy „Warty” – kierownik tkalni i główny księgowy założyli w pobliskim Gnaszynie fabrykę wyrobów jutowych, późniejszy Wigolen.
Częściowo zdemontowane w okresie I wojny światowej zakłady „Warty”, podjęły produkcję w 1918 roku, jednakże brak rynków zbytu hamował produkcję. Po zyskaniu odbiorców zagranicznych możliwe stało się w latach 1925–1928 zwiększenie produkcji i rozwój zakładów, zahamowany jednak kryzysem gospodarczym. W 1934 roku zmieniono nazwę fabryki na Przędzalnia i Tkalnia Juty i Lnu „Warta” SA. Dalszy rozwój fabryki i produkcji zahamował wybuch II wojny światowej. Zdewastowane przez okupanta zakłady zostały w czasie wojny zamienione na fabrykę amunicji. Podczas okupacji niemieckiej jako lekarz pracował w zakładzie Edward Hanke, działacz społeczny i niepodległościowy.
Po 1945 roku uruchomiono częściowo produkcję poza zakładem macierzystym, a po odzyskaniu maszyn w latach 1946–1948 wznowiono działalność zakładów. W 1949 roku powstało przedsiębiorstwo o nazwie Częstochowskie Zakłady Przemysłu Lniarskiego „Warta”. Inwestycje w latach 1950–1968 pozwoliły na powiększenie i modernizację zakładu oraz wydatny wzrost produkcji. Produkowano tu przędzę, nici jutowe, tkaniny jutowe surowe oraz wykończone i worki. W 1994 roku maszyny przędzalnicze zostały sprzedane do Indii. 31 grudnia 1992 roku „Warta” została postawiona w stan likwidacji, a jej upadłość nastąpiła we wrześniu 1995 roku. W 1999 roku rozebrano wieżę ciśnień stojącą na terenie zakładów. W 2001 roku zburzono budynki papierni i młyna, a kanał zasypano gruzem tworząc ulicę Kanał Kohna.